# Storstockholms Lokaltrafik
La Compañía de transportes metropolitanos del Gran Estocolmo(o Storstockholms Lokaltrafik AB en sueco) es una empresa pública que organiza y gestiona los principales medios de transportes de la zona regional de Estocolmo. Los medios en cuestión son el sistema local autobuses urbanos y suburbanos, la red de tranvías y trenes ligeros, el metro de Estocolmo y diferentes trenes de cercanías. Dichos trenes de cercanías conectan tanto con poblaciones cercanas dentro de la comuna de Estocolmo, como con ciudades cercanas como Uppsala y Södertälje.

## Historia
Antes de Storstockholms Lokaltrafik AB hubo una empresa de régimen público llamada AB Stockholms Spårvägar (SS). La empresa pública SS abrió en 1915 administrada por el Ayuntamiento de Estocolmo y adquiriendo 2 empresas privadas de tranvías unificándola en una compañía aún más eficiente.En 1920 adquirió también las empresas privadas de autobuses urbanos . A continuación abrieron el metro( véase Metro de Estocolmo ) en 1950. La compañía sufrió una transformación en 1967 en el que se pasó a su nombre actual SL y unificó el metro, los trenes locales (o "cercanías" en España)y el sistema de autobuses urbanos bajo la supervisión de la diputación provincial de Estocolmo así unificando también así las compañías privadas y locales. En 1993 la compañía empezó a usar contratistas independientes para el mantenimiento y las operaciones de los diversos sistemas de transporte, por ejemplo, para el tráfico de autobuses los operadores poseen los autobuses, pero quien controla las líneas es SL o con los trenes que son de SL pero quien los hacen funcionar son los contratistas.

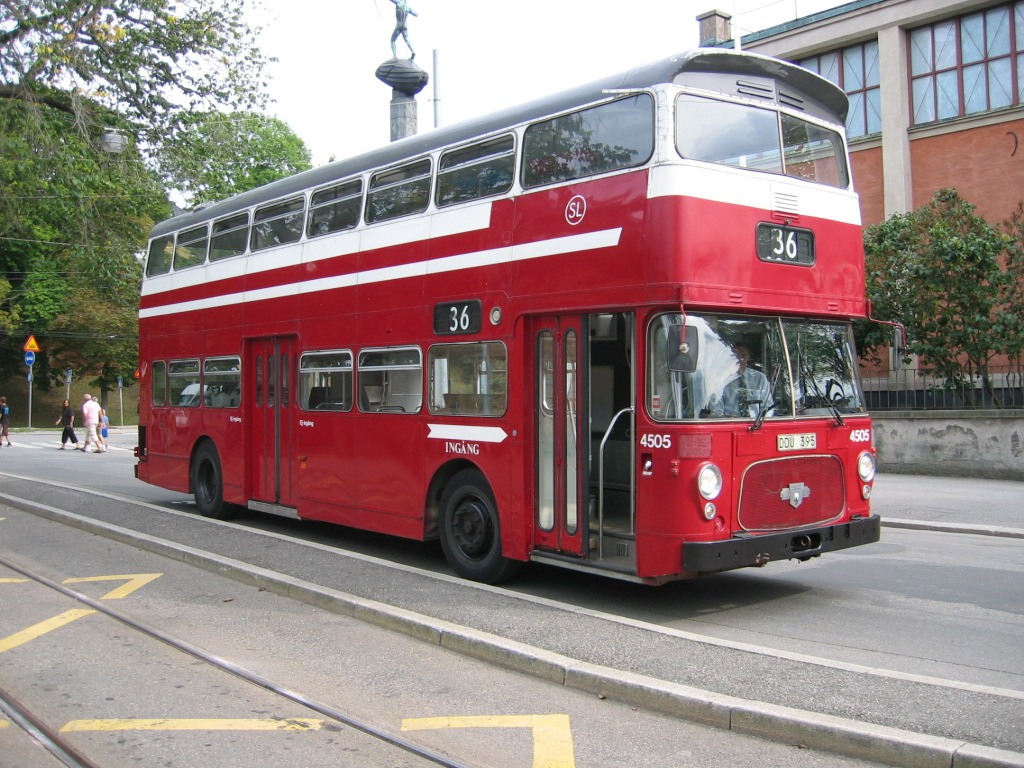
Autobús de doble piso.